# Centro ecuestre

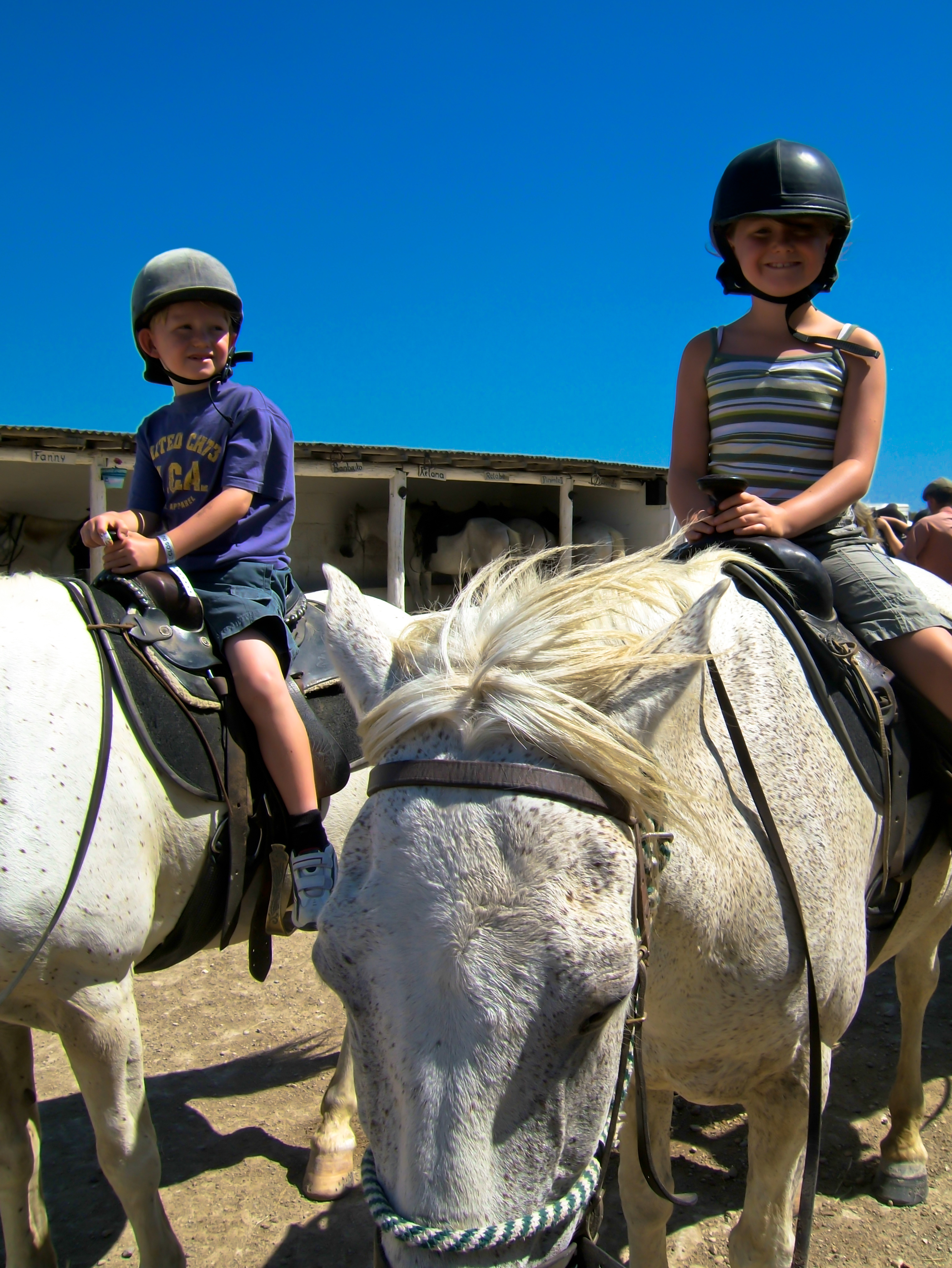
Niños aprendiendo a equilibrarse sobre un caballo, en un centro ecuestre en Camargue, Francia.

Un centro ecuestre, o para las estructuras no completas club de equitación, o incluso poney club para los establecimientos que solamente utilizan ponis (poneys en inglés), es un lugar donde se enseña y se practica la equitación, orientado tanto al público en general como a aficionados con conocimientos más avanzados. En lo fundamental creados a partir de mediados del siglo XX, estos establecimientos tienen a disposición caballos domados del propio centro o de terceros, que permite a un extenso grupo de interesados de iniciarse y practicar la equitación en distintos niveles y especialidades. Los centros ecuestres han contribuido a ampliar la utilización de los equinos, por mucho tiempo casi exclusivamente en la órbita militar o utilitaria, impulsando así el desarrollo de los deportes ecuestres y del uso del caballo con fines de esparcimiento y recreación.
La gestión de un centro ecuestre en varios aspectos se parece bastante a la de una empresa, pues se deben respetar las reglamentaciones en vigor en el país o región donde se instala, tanto en cuanto a gestión administrativa y financiera, como en cuanto a sanidad, seguridad, y aspectos legales y municipales. Cada centro está implantado en una determinada área con límites bien precisos, donde se encuentran diferentes estructuras destinadas tanto a los animales como a los jinetes y como al público en general, entre las que se pueden citar las caballerizas, los boxes, los picaderos techados o exteriores, las varias instalaciones para los jinetes y para el público, así como los servicios asociados médicos, higiénicos, sociales, de alimentación, y de esparcimiento.
No es recomendable menospreciar la importancia de tener al menos un sector de ponis dentro del centro, pues ello con frecuencia permite ir construyendo una clientela a futuro, captando un público joven que con el tiempo podrá ir evolucionando hacia distintas orientaciones vinculadas con la equitación; por otra parte, esta actividad de los pequeños marca el interés de sus parientes y amigos de alguna forma acercarse al centro ecuestre, lo que directa o indirectamente puede atraer futuros interesados. Tampoco es a descartar que un centro ecuestre en formación comience su actividad con ponis, pues al inicio ello limita el capital a invertir, tanto en animales como en infraestructura.

## Historia del caballo y de los centros ecuestres
La historia del caballo es larga pues se remonta a la prehistoria, hace alrededor de 60 millones de años, mucho antes de la aparición del Homo habilis y del Homo erectus. Ese mamífero original de pequeña talla, daría 59 millones de años más tarde, el caballo tal como lo conocemos hoy día. Y durante el último millón de años, este animal fue cazado por distintas especies de Homo, tal como lo evidencian varios testimonios arqueológicos, así como por ejemplo varias pinturas rupestres que adornaban las cuevas habitadas por el hombre de Cro-Magnon, hace unos 15 000 a 20 000 años. Con posterioridad, los pueblos nómadas de la estepa euroasiática, y especialmente aquellos que bordeaban el Mar Caspio y el Mar Negro, procedieron hace 5 000 o 6 000 años a la domesticación de este animal, lo que aceleró su evolución anatómica y su diversificación.
Los estudios sobre los ancestros del caballo así como de otras especies y subespecies de animales, tienen origen y base en las ideas de dos científicos ingleses, Charles Darwin (1809-1882) y Alfred Russel Wallace (1823-1913), quienes fueron los primeros en plantear la idea de que los animales, y también la especie humana, evolucionaron en el discurrir del tiempo, con la consecuencia de que nuevas variantes iban surgiendo mientras que otras desaparecían. Y los citados naturalistas también establecieron que estos cambios estaban orientados por las posibilidades de adaptación y de supervivencia de los distintos individuos respecto del entorno medioambiental en continua modificación. Darwin respaldaba su teoría de la evolución en la idea de que « el más apto era quien sobrevivía ».
E investigaciones paleontológicas permitieron identificar y caracterizar a una especie surgida en el Eoceno a la que llamaron Eohippus —(caballo del alba o caballo del amanecer—, un animal de poca talla que mucho tiempo después daría origen al caballo actual. Los esqueletos descubiertos en buen estado de conservación, indican que estos individuos (en estado adulto) deberían pesar unos 5,5 kg y medir unos 35 cm de largo, con patas de 5 dedos.
Durante el Oligoceno, hizo su aparición el género Mesohippus, más grande que su ancestro, pues medía hasta 45 cm de largo, y tenía patas un poco más largas con 3 dedos. Además, estos individuos tenían premolares e incisivos mejor adaptados para cortar, por lo que podían alimentarse con una mayor variedad de hojas y follaje. Entre el Oligoceno y el Mioceno medio, el clima, el terreno, y la vegetación cambiaron, y la jungla cedió lugar al bosque y luego a la llanura. Surgió así el género Merychippus, de unos 90 cm de largo y también tridáctilo, aunque el dedo central pasó a soportar la mayor parte del peso del animal; esta variante era más fuerte y también más apta para la huida frente a los depredadores naturales, y el respectivo cuello era más largo, lo que le permitía alimentarse del suelo y a la par elevar más la cabeza con lo que mejoraba su campo de visión. El ancestro directo del género Equus fue el Pliohippus que surgió a mediados del Plioceno, hace unos 6 millones de años, y sus proporciones eran ya muy parecidas a la del caballo actual, con potentes ligamentos en las patas terminadas en un único casco.
El caballo actual evolucionó a partir del Pliohippus hace aproximadamente medio millón de años, en el curso de la segunda mitad de la era glacial, integrando la subespecie Equus caballus. Numerosas variedades del género Equus coexistieron durante los períodos glaciales y post-glaciales. El actual caballo doméstico probablemente es descendiente directo o por cruzamiento del Equus ferus ferus silvaticus, o del Equus ferus przewalskii, o del Equus ferus ferus.
Luego de la domesticación, el caballo se hizo el compañero inseparable del hombre en las zonas donde estaba presente, y se lo usó tanto para trabajos pesados como para el transporte rápido y como apoyo en las guerras. Los animales actuales y sus diferentes razas y tipos son producto de la selección artificial humana, favorecidas por los progresos realizados en las prácticas agrícolas y comerciales (que permitieron producir grandes cantidades de alimentación, mejorando también la sanidad) así como por las mejoras constantes de los métodos de gestión.
Téngase presente que durante mucho tiempo, la energía de apoyo a la actividad humana quedó limitada a los elementos, los ríos, el viento, y por cierto también la fuerza física de animales y personas. Y en tierra, el apoyo del caballo fue fundamental, como animal de tiro pero también como animal de carga así como para la monta y transporte.
Todo apunta a que fue Jenofonte, historiador, militar y filósofo griego, y alumno predilecto de Sócrates, quien escribió la primera manifestación sobre el "arte ecuestre". Y no solo escribió acerca del caballo, sino que extendió su estudio al jinete, a la caballería, y al mando de la misma en su acción guerrera.
Es importante hacer notar que la caballería era entonces el cuerpo militar predominante en los ejércitos persas y griegos, e incluso entre las hordas bárbaras anteriores a nuestra era. En ese tiempo todavía se montaba a pelo, y fue cuando surgió el primer caballo famoso en la historia : "Bucéfalo", el caballo de Alejandro Magno, cazado y domado por él. A lomo de este caballo Alejandro Magno conquistó países colindantes con el mar Mediterráneo, el mar Negro y el Golfo Pérsico, llegando desde Grecia incluso hasta la India, y siempre a caballo.
La batalla de Adrianópolis (año 378) enfrentó las fuerzas de Fritigerno (jefe de los tervingios) con el ejército del Imperio romano de Oriente comandado por el propio Emperador Flavio Julio Valente (328-378), quien murió en la batalla con la consecuente derrota de su ejército. Ese fue el último combate en el que los romanos emplearon sus clásicas legiones, pues a partir de entonces sus ejércitos comenzaron a poner más énfasis en la caballería y las pequeñas divisiones armadas, como los comitatenses.
Fue en esos años cuando comenzó a usarse la silla con estribos, y la herradura (que sustituyó a las defensas de cuero o hiposándalos o hiposandalias).
Los tervingios derrotaron entonces a las legiones romanas en buena medida gracias a que la caballería tervingia utilizó estribos, lo que daba mucha mayor estabilidad sobre el caballo, en especial en las luchas. Los tervingios habían adoptado ese elemento de los greutungos, que a su vez lo habían obtenidos de otros pueblos menores de las mesetas centroasiáticas. Y en el 408 dC los hunos de Uldín aparecieron en las estepas europeas saqueando y matando a golpes de estribo y así, poco a poco, nuevas oleadas lograron concretar la caída del Imperio romano de Occidente.
Para Roma la caballería era entonces un arma auxiliar. Al principio las legiones no contaban con caballería, pero posteriormente incorporaron catervas y turmas de caballería. Las turmas eran de legionarios romanos y las catervas las integraban fuerzas auxiliares de guerreros de los territorios conquistados. Ambas generaban maniobras envolventes y de distracción. Pero solo tras la 2ª Guerra Púnica (200 aC), las legiones incluyeron ambas unidades de caballería auxiliar, al observar el éxito de los jinetes númidas y bereberes; entonces se utilizaba una especie de silla de montar, pero sin estribos.
La silla de montar (nacida en las estepas asiáticas también en el siglo I a. C.) ya era suficiente; había revolucionado la monta a caballo y los guerreros habían aprendido a combatir desde ella. Desde luego, el estribo no podemos decir que supuso una enorme revolución tecnológica, pero cambió la historia del guerrear a caballo. Obviamente, sería simplista atribuir únicamente a este detalle tecnológico la propia caída del Imperio romano de Occidente, fenómeno claramente multifactorial con causas tanto endógenas (como exógenas, como lo apunta la abundante bibliografía al respecto), aunque claramente fue un detalle que jugó su rol a favor de los invasores y en contra de los romanos.
Pasando a la Edad Media, corresponde señalar que el caballo sin duda fue muy importante aunque sobre todo estaba casi exclusivamente reservado a los nobles y ricos señores, y por cierto a la guerra. La gente de campo e incluso la pequeña burguesía naciente, en esos años y para el transporte, debía contentarse con la mula o el asno, pues la tenencia de un caballo no estaba al alcance de cualquiera, ya que era necesario alimentar y cuidar al animal, y también poseer los arreos necesarios. Y los caballos no se contentaban con pastos duros, como era el caso de otros animales, sino que necesitaban buena hierba y alguna ración de avena.
Durante unos cuantos años indudablemente el caballo fue rey, pues apoyaba al hombre tanto en los trabajos pesados como en el transporte y como en las guerras. Pero las cosas comenzaron a cambiar con el desarrollo del maquinismo industrial (ferrocarril, automóvil, motores eléctricos, motores de combustión interna).

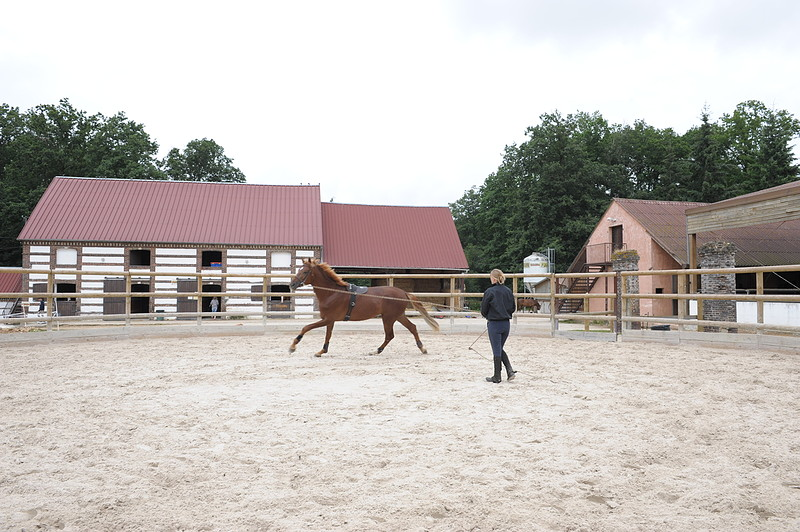
Picadero exterior de un centro ecuestre, y al fondo las caballerizas.

La creación de centros ecuestres es relativamente reciente, pues fue recién hacia principios y mediados del siglo XX, que declinó fuertemente la participación del caballo como animal utilitario y militar, a la par que el desarrollo de los deportes ecuestres en un inicio se concretó con lentitud.
Hasta mediados del siglo XX, casi exclusivamente la gente de campo, los militares, y los ricos propietarios, disponían de caballos para su propio uso. Pero a partir de ese momento, el fuerte desarrollo de los deportes ecuestres y del excursionismo ecuestre de aventura, creó una demanda de estructuras de capacitación de jinetes en distintos niveles, mucho más accesible económicamente a todos, por lo que se multiplicaron los centros ecuestres y los clubes hípicos en muchísimos países.
Los centros ecuestres están particularmente bien instalados en Francia, incidiendo en forma importante en lo que podríamos llamar « democratización de la equitación»
 (Jean-Pierre Digard se refiere a esto con el término de « masificación »). Este fenómeno permite a casi cualquier persona, mismo un neófito, de acercarse de alguna manera a los caballos, e incluso aprender a montarlos y/o aprender a cuidarlos (alimentación, baño, higiene, sanidad, etc).
Obviamente la multiplicación de centros ecuestres no fue uniforme en la geografía. En China por ejemplo, recién se desarrollaron a partir del año 2000, para atender a una clientela burguesa y pudiente, y en el año 2012 ese país ya contaba con unos 500 establecimientos de este tipo.

## Implantación en el territorio
Dada la necesidad de instalaciones varias para los caballos y los jinetes, y del espacio requerido para tales estructuras, frecuentemente los centros ecuestres son emplazados en zonas rurales, y en Francia, están particularmente bien representados en el departamento de Oise (Chantilly, Compiègne, y Senlis están reputadas por sus buenas estructuras ecuestres) así como en Normandie. En el año 2013, ese país contaba con 8000 centros ecuestres, pues este tipo de establecimientos tuvo un fuerte crecimiento en la primera década del siglo XXI, como consecuencia del gran incremento de quienes se interesaban en practicar la equitación (como dato de interés, corresponde destacar que el 58 % de los jinetes de los centros ecuestres franceses, deben recorrer menos de 13 km para llegar a los establecimientos en los que practican).

## Gestión
Ante todo, un centro ecuestre es una empresa, cuya implantación y continuidad sigue la misma lógica general que la de otros emprendimientos, y donde el gerente debe tener las características de todo emprendedor. Por tanto, todo centro ecuestre está sometido a obligaciones administrativas, legales, y reglamentarias, además del transporte y cuidado de los animales, además de la seguridad y comodidad de los jinetes, y además de la higiene y presentación del lugar y de las instalaciones.
El gerente o propietario tendrá la libertad de elegir la forma jurídica particular que le parezca más apropiada para el establecimiento, sin excluir por ejemplo la de organización sin ánimo de lucro. A partir del año 2005, en Francia, los centros ecuestres están asociados en lo jurídico-administrativo al dominio agropecuario, y a este título, por ejemplo pueden beneficiarse de ayudas a la implantación en territorio rural.
Obsérvese que además de las reglas jurídico-legales generales, toda actividad hípica también tiene normativa aplicable a su dominio particular, pues en esta materia se sigue la tendencia general de la « juridización y normatización creciente» (o sea, el proceso paulatino a través del cual el derecho incrementa su carácter de normativa escrita), lo que bien caracteriza a nuestras sociedades modernas, y lo que se traduce en el aumento regular y significativo de los textos normativos aplicables a la materia : leyes, decretos, disposiciones, reglamentaciones, y también directivas y reglamentos de convenciones internacionales o regionales. Los responsables de los centros ecuestres y aun los profesionales actuantes en ese marco, en sus actividades regulares, deben respetar procedimientos fiscales, sociales, y sanitarios, así como formalidades administrativas, y actuar conforme a las reglas en vigor, bajo pena de sanciones administrativas y aun penales (por ejemplo en casos de accidente). Aún los propietarios de caballos y los jinetes conviene que conozcan este marco jurídico y reglamentario, para así estar mejor informados de sus derechos y de sus deberes, y así poder desarrollar sus respectivas pasiones hípicas con serenidad y tranquilidad.

## Instalaciones generales
Un centro ecuestre se compone de diversas instalaciones, entre las cuales se destacan :
- Oficina administrativa (también llamada club house) : lugar a donde se acude para gestiones administrativas y de información general.[32][33]

- Áreas sociales y culturales (también llamada club house) : sala de reuniones, biblioteca, cantina o bar, sala de proyecciones, etc.[32]

- Paddock : lugar de forma, de tamaño, y de suelo variable, donde los caballos son liberados para su distensión o su convalecencia; a veces este término también se usa para señalar a una pista de entrenamiento-calentamiento.[34][35][36]

### Instalaciones particulares para formación y entrenamiento de jinetes y de caballos

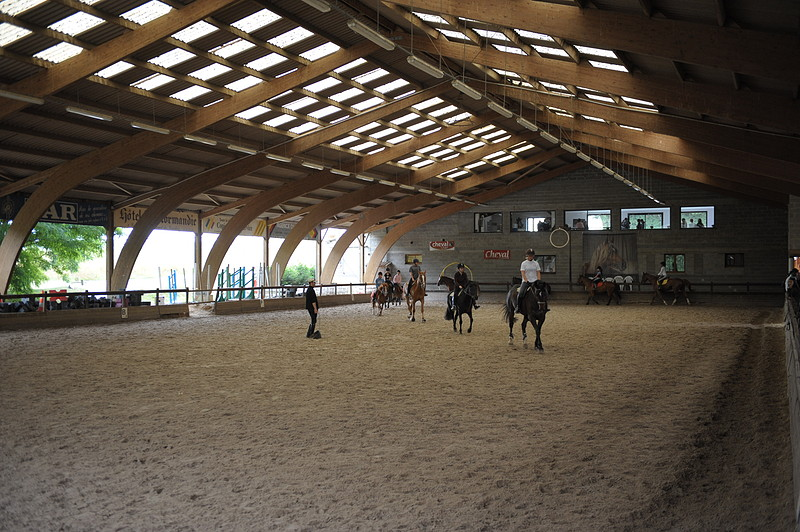
Picadero techado en un centro ecuestre.

- Círculo de cabestro (también llamado corral redondo o roundpen) : superficie circular que entre otras cosas puede ser destinada al llamado trabajo con cuerda o trabajo en suelo, o destinada al trabajo con ponis con o sin jinetes.[37][38][39][40]

- Picadero : superficie cubierta o sin techo, cerrada, de dimensiones variables y con suelo blando (generalmente arena), que sirve de lugar de trabajo y entrenamiento en todas las disciplinas.[41][42][43]

- Zona de cross-country : área destinada al entrenamiento y a las pruebas de cross-country[44] (una de las tres pruebas del llamado concurso completo).[45]

- Pista de entrenamiento-calentamiento : lugar reservado a los jinetes con sus respectivos caballos, donde ambos se preparan para una prueba o una demostración.[46][47][48]

- Pista de galope (poco frecuente en centros ecuestres) : pista de larga extensión, generalmente ovalada, con suelo de arena, tierra, o hierba, que en el caso de la equitación permite el entrenamiento de caballos para pruebas de resistencia y de enduro ecuestre.[49]

### Instalaciones particulares para caballos
El manejo de los animales en un centro ecuestre requiere de las siguientes instalaciones :
- Caballeriza : recinto cerrado y techado que se utiliza tanto para resguardar a los caballos, como para alimentarlos y asearlos.[51][52]

- Box : lugar cerrado y techado que permite al caballo estar solo, y disponer de libertad de movimientos para beber, alimentarse, y echarse.[50]

- Zona de pastos o paddock : espacio con pastos, cercado, y a veces con algún tipo de abrigo para los caballos.[34][35][36]

## Críticas

### Directivas
En relación con los centros ecuestres, una serie de críticas pueden ser formuladas. Por ejemplo, en Francia se ha reprochado a la Fédération française d'équitation por la ausencia de directivas respecto de la implantación de este tipo de establecimientos sobre el territorio, lo que conlleva o puede acarrear una baja de los márgenes de ganancia en razón de la concurrencia, y por riesgo de saturación del mercado. De todas maneras y a esta objeción, la FFE ha replicado que la regulación de los centros ecuestres es imposible, en la medida que ellos deben estar sujetos al derecho comercial. Por otra parte, la calidad de la enseñanza impartida en algún centro ecuestre, a veces ha sido criticada por los jinetes profesionales, y es que indudablemente, el nivel técnico de la enseñanza ecuestre es bastante variable de un centro a otro y de un profesor a otro, por lo que es aconsejable seguir desde fuera las sesiones de trabajo de varios profesores con sus alumnos, antes de comprometerse con uno de ellos.

### Bienestar animal y matanza de caballos en fin de carrera

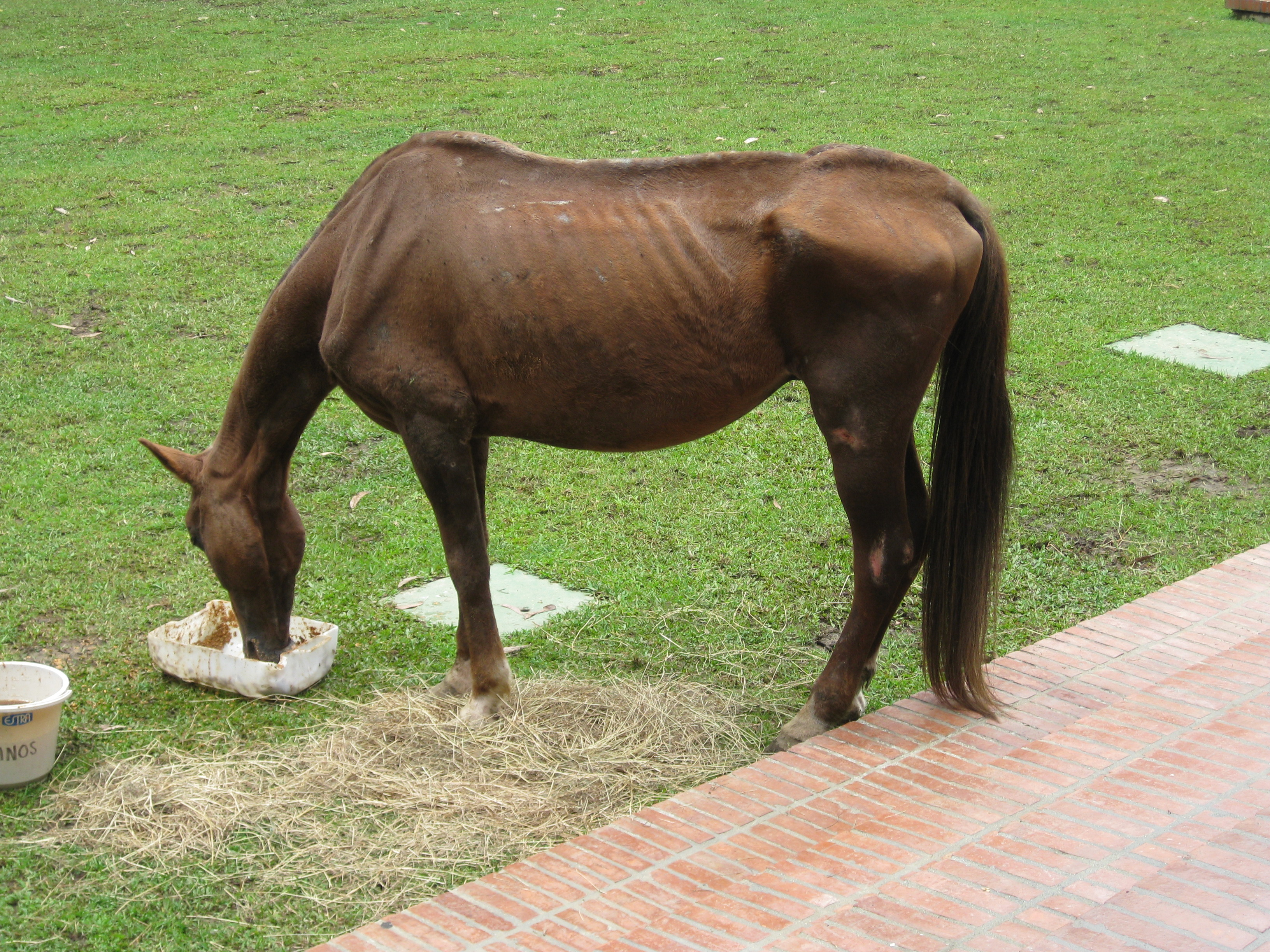
Caballo subalimentado en fase de recuperación.

Las asociaciones de protección animal han denunciado abusos varios en centros ecuestres, tales como negligencia en los cuidados o subalimentación. Y la región de Camargue en Francia es donde esta cuestión ha estado particularmente presente, al menos en cierto momento. En efecto, las condiciones de explotación de los caballos en la práctica del excursionismo ecuestre, en los años 1970 y 1980, han sido frecuentemente denunciadas en la zona citada. Los centros de « paseos-cabalgatas» en las reservas de la región (como por ejemplo cerca de Étang de Vaccarès) presentan claramente condiciones insuficientes de seguridad, de higiene, y de respeto animal. Con el correr de los años, esta situación afortunadamente ha mejorado. En 2012 y según la publicación Cheval magazine, grandes progresos pueden ser observados en este sentido, si bien aún es posible encontrar caballos de monta sangrantes, o al menos ensillados a lo largo de toda la jornada, en desacuerdo con la reglamentación vigente. Obsérvese también que el 90 % de los centros ecuestres de Saintes-Maries-de-la-Mer integran una asociación que ha trabajado muy bien en relación con este asunto, logrando prácticamente poner fin a abusos y maltratos a los caballos.
Otra forma de explotación del caballo con frecuencia denunciada, tiene su origen en la práctica de un buen número de centros ecuestres de enviar directamente o indirectamente al matadero, a sus caballos en fin de carrera. Y claro está, esta cuestión es tabú, y genera rechazo. Los movimientos veganistas, opuestos a toda explotación animal por parte del hombre, naturalmente están en contra del consumo de carne equina, e incluso contra la propia existencia de los centros ecuestres.

## Los caballos y los centros ecuestres en la cultura
Varias series literarias y de televisión se desarrollan en centros ecuestres, y en particular, por lo general están orientadas a adolescentes. Una de estas series es El club de la herradura, en donde las aventuras se desarrollan en un club hípico llamado «Pine Hollow», aunque también existen otras series de similares características, como ser, En selle!, Heartland, …
En la base de datos IMDb se puede consultar una lista de filmes relativa a historias con caballos, pues la oferta de este tipo de películas es también abundante.
La equitación y los caballos, así como en particular la cría de caballos y las carreras de caballos, también han estado presentes en la literatura y en la cultura de diversas formas.
Y ya para cerrar esta sección, a continuación, se presenta una selección de artículos de Wikipedia relativos a obras literarias y relatos de algún tipo vinculados con caballos :
- Azabache (novela)
- En la frontera
- Historia de un caballo
- Metzengerstein
- The Horse and His Boy
- Todos los hermosos caballos